# Le Fossé
Le Fossé – miejscowość i dawna gmina we Francji, w regionie Normandia, w departamencie Sekwana Nadmorska. W 2013 roku jej populacja wynosiła 503 mieszkańców. 
1 stycznia 2016 roku połączono dwie wcześniejsze gminy: Forges-les-Eaux oraz Le Fossé. Siedzibą gminy została miejscowość Forges-les-Eaux, a nowa gmina przyjęła jej nazwę. 